# Непарламентские выражения
Непарламентские выражения (англ. unparliamentary language) — в Вестминстерской системе слова или словосочетания, считающиеся недопустимыми для произношения в палате депутатов во время заседания. Прежде всего, запрещено задевать честь и достоинство другого депутата, в частности, запрещено говорить, что другой депутат лжёт. Поскольку депутаты пользуются депутатской неприкосновенностью, публичные оскорбления могут восприниматься как злоупотребление ею.
Решение об отнесении выражения к непарламентским принимает спикер палаты. После произнесения тех или иных выражений он просит допустившего их депутата взять их обратно, после чего данное выражение пополняет список непарламентских. За непарламентские выражения депутат может быть лишён слова.
В Канаде к непарламентским выражениям отнесены в разные годы слова «злой гений» (evil genius), «расист» (racist), «родившийся по ошибке» (coming into the world by accident) и многие другие. В Ирландии имеется особый список непарламентских выражений в составе регламента Salient Rulings of the Chair, сюда входят, в частности, слова «трус», «коммунист», «лицемер», «крыса», «йеху» и любые намёки на то, что оппонент лжёт или пьян. Во время скандала в декабре 2009 года, когда депутат нижней палаты ирландского парламента (Дойл Эрен) Пол Гогарти, заранее извинившись за «самые непарламентские выражения», два раза крикнул депутату Стэггу «fuck you!», выяснилось, что подобная обсценная лексика на самом деле не имеет официального «непарламентского» статуса.
Имеются тщательно выработанные эвфемизмы, позволяющие обойти ограничения на непарламентские выражения, например, «терминологическая неточность» (ложь), «экономно относиться к истине» (умолчания), «устал и взволнован» (пьян). В 1983 году непарламентским выражением в Великобритании было сочтено в конкретной ситуации слово «недееспособен» (намёк на то, что оппонент был пьян).